# Manuel Monteverde
Manuel Monteverde (Italia, 1768 - Colastiné, provincia de Santa Fe, 26 de julio de 1821) fue un marino argentino de origen italiano, uno de los más destacados oficiales navales federales durante las primeras guerras civiles argentinas.

## Biografía
Marino desde su juventud, participó en las campañas del emperador Napoleón Bonaparte contra la marina de Gran Bretaña.
Llegó al Río de la Plata a fines de 1813, y se enroló en la flota de guerra organizada por Guillermo Brown. Se embarcó en marzo del año siguiente, y luchó en los combates de Martín García y Montevideo. Por su brillante desempeño en esta batalla fue ascendido a capitán.
En 1815 partió en viaje de corso a capturar presas españolas a bordo de la corbeta Zephyr, uno de los barcos más importantes de la flota de las Provincias Unidas del Río de la Plata. Regresó en 1816 y se incorporó a la flota del capitán Ángel Hubac en la guerra contra los federales de Santa Fe y Entre Ríos. Parece haber tenido varias discrepancias con su jefe, pero durante tres años sirvió fielmente al gobierno del Directorio.
En 1819, por razones desconocidas, pasó al servicio del caudillo entrerriano Francisco Ramírez, posiblemente por aversión a la alianza de José Rondeau con los portugueses, que ocupaban una de las provincias argentinas, la Banda Oriental. Apoyó navalmente las operaciones de Ramírez que condujeron, a principios de 1820, a la victoria en la batalla de Cepeda y a la caída del Directorio. A los pocos días de la batalla, atacó por sorpresa y abordó los buques más importantes de la flota porteña. Fue seriamente derrotado y se vio obligado a huir nadando, pero Hubac perdió la vida.
Curiosamente, poco después el gobernador porteño lo enviaba a Entre Ríos a apoyar a Ramírez contra José Artigas, cosa que ya estaba haciendo, pero que le permitía poner la flota de la provincia en manos de un oficial que, nominalmente, dependía del gobierno porteño.
Siguió a Ramírez en su actuación posterior: por un tiempo dominó el río Paraná, para después apoyar al caudillo contra Artigas.
Fue comandante de marina de Entre Ríos y en 1821 participó en la campaña contra Santa Fe. Engañado por Lucio Norberto Mansilla, se retiró de Santa Fe y abandonó a su suerte al caudillo, lo que a éste le sería fatal.
Al saber de la muerte de Ramírez, se puso a órdenes de su medio hermano Ricardo López Jordán (padre), e intentó defender la República de Entre Ríos contra sus enemigos. Atacó a Estanislao López en Santa Fe, pero fue vencido por las flotillas de José Matías Zapiola y Leonardo Rosales en Colastiné, frente a la ciudad de Santa Fe, el 26 de julio de 1821. Murió a bordo del falucho La Correntina.